# Жодинский сельсовет
Жо́динский сельсовет (бел. Жодзінскі сельсавет) — административная единица на территории Смолевичского района Минской области Белоруссии. Административный центр — город Жодино (не входит в состав).

## История
Создан 20 августа 1924 года в составе Смолевичского района Минского округа БССР. Центр — деревня Жодино. После упразднения округов 26 июля 1930 года в Смолевичском районе БССР. С 20 февраля 1938 года в составе Минской области. 12 ноября 1957 года в состав сельсовета вошли деревни Плисского сельсовета: Буда, Высокие Ляды, Грядки, Золотая Горка, Калюжки, Новые Грядки, Перемежное и Сухой Остров.
21 января 1958 года Жодино получил статус городского посёлка. С 25 декабря 1962 года в составе Борисовского района. 27 декабря 1962 года в состав сельсовета вошли деревни Плисского сельсовета: Заброденье 1, Заброденье 2, Жажелка, Лютка, Осинник и деревни Юрьевского сельсовета Кальники и Напалки.
7 марта 1963 года Жодино получил статус города. С 6 января 1965 года сельсовет в составе восстановленного Смолевичского района. В 1982 году в состав сельсовета вошли деревни Юрьевского сельсовета Орлово, Бабий Лес и Точилище.
27 марта 1987 года в состав сельсовета вошёл посёлок Дорожный Плисского сельсовета. В состав Усяжского сельсовета передана деревня Напалки (возвращена 22 мая 1998 года), в состав Юрьевского сельсовета — деревня Кальники.
18 июня 2008 года в состав сельсовета вошли Осово, Калюга и Чёрный Лес, ранее относящиеся к районному подчинению.
В 2008 году деревни Барсуки и Будагово преобразованы в агрогородки; административный центр Жодинского сельсовета из города Жодино перенесён в агрогородок Барсуки.  28 октября 2013 года возвращён в Жодино.

## Состав
Жодинский сельсовет включает 35 населённых пунктов:
- Бабий Лес — деревня.
- Барсуки — агрогородок.
- Белая Лужа — деревня.
- Берёзовица — деревня.
- Буда — деревня.
- Будагово — агрогородок.
- Высокие Ляды — деревня.
- Глинище — деревня.
- Грядки — деревня.
- Дорожный — посёлок.
- Жажелка — деревня.
- Заброденье — деревня.
- Замлынье — деревня.
- Золотая Горка — деревня.
- Калюга — деревня.
- Калюжки — деревня.
- Крутая Гора — деревня.
- Лютка — деревня.
- Напалки — деревня.
- Орлово — деревня.
- Осинник — деревня.
- Осово — деревня.
- Остров — деревня.
- Перемежное — деревня.
- Поддубье — деревня.
- Приборье — деревня.
- Расошное — деревня.
- Росина Поляна — хутор.
- Сухой Остров — деревня.
- Точилище — деревня.
- Трубенок — деревня.
- Чёрный Лес — деревня.
- Яловица — деревня.
- Яловка — деревня.

Упразднённые населённые пункты:
- Дымковка — деревня, с 1964 года в составе Жодино.
- Судобовка — деревня, с 1964 года в составе Жодино.
- Новые Грядки — деревня, с 2015 года в составе Жодино.

## Население
Согласно переписи 2009 года на территории сельсовета проживало 3327 человек, среди которых 90,1 % — белорусы, 8,0 % — русские, 1,3 % — украинцы.